# Robert Olsson (Leichtathlet)

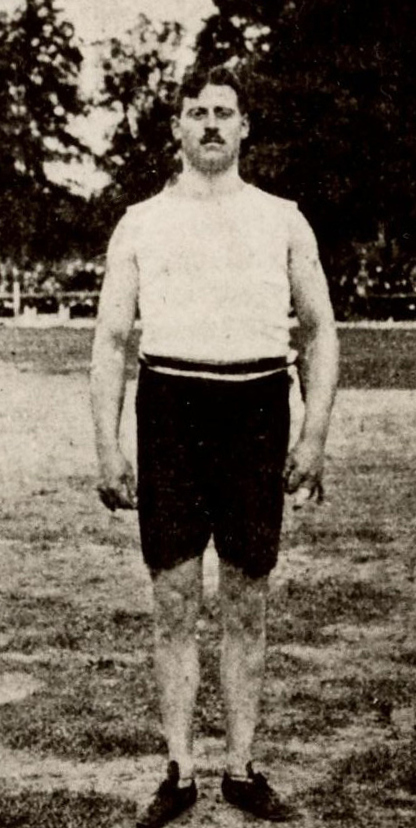
Robert Olsson

Robert Olsson (Carl Robert Olsson; * 14. März 1883 in Göteborg; † 21. Juli 1954 in Borås) war ein schwedischer Hammerwerfer, der an drei Olympischen Spielen teilnahm.
1908 in London kam er nicht unter die ersten neun. Vier Jahre später wurde er bei den Spielen 1912 in Stockholm Vierter.
1920 in Antwerpen schied er sowohl im Hammerwurf wie auch im Gewichtweitwurf in der Vorrunde aus.
Dreimal wurde er schwedischer Meister im Hammerwurf (1915–1917), einmal im Gewichtweitwurf (1917).